# Lampetra
Lampetra  is een geslacht uit de familie Petromyzontidae. Volgens ITIS zijn er 15 soorten, maar FishBase onderscheidt 13 soorten.

## Soorten
- Lampetra aepyptera (Abbott, 1860)
- Lampetra alavariensis Mateus, Alves, Quintella & Almeida, 2013
- Lampetra auremensis Mateus, Alves, Quintella & Almeida, 2013
- Lampetra ayresii (Günther, 1870)
- Lampetra fluviatilis (Linnaeus, 1758) – Rivierprik
- Lampetra hubbsi (Vladykov & Kott, 1976)
- Lampetra lanceolata Kux & Steiner, 1972
- Lampetra lusitanica Mateus, Alves, Quintella & Almeida, 2013
- Lampetra pacifica Vladykov, 1973
- Lampetra planeri (Bloch, 1784) – Beekprik
- Lampetra richardsoni Vladykov & Follett, 1965
- Lampetra soljani Tutman, Freyhof, Dulčić, Glamuzina & Geiger, 2017
- Lampetra zanandreai Vladykov, 1955